# Ombre (film)
Pour les articles homonymes, voir Ombre (homonymie).
Pour plus de détails, voir Fiche technique et Distribution.
Ombre est un giallo italien réalisé par Giorgio Cavedon et sorti en 1980.

## Synopsis
Milan, années 1980. Renato, un peintre aux intentions suicidaires, rencontre Monica, une étudiante universitaire de la banlieue lombarde. Monica, arrivée à Milan quelques semaines auparavant, s'était immédiatement installée dans une maison sur une balustrade et y avait fait la connaissance de la concierge, une vieille milanaise qui loue des logements, et de sa nièce, également appelée Monica, une jeune fille de douze ans. Dans l'appartement de Monica vivait, jusqu'à quelques mois auparavant, un vieux peintre, récemment décédé, auquel la nièce de la dame milanaise était très attachée. Renato, après avoir rencontré Monica, finit par négliger sa relation avec la riche Susanna, membre de la haute bourgeoisie milanaise. La liaison entre Monica et Renato, cependant, ne se poursuivra pas. La jeune et mystérieuse Monica meurt bientôt d'une attaque soudaine de leucémie fulminante. Renato, désireux d'en savoir plus sur Monica, se rend chez elle. La maison est isolée des autres maisons et, de plus, elle est située dans une zone toujours très brumeuse. Dans cette maison vit un homme, que tout le monde croit être le père de Monica, mais qui raconte à Renato comment Monica est venue chez lui depuis Alleghe quelques années auparavant, tout à fait par hasard et en compagnie de sa mère Clara et de son grand-père, un peintre à moitié fou qui se plaisait à peindre sans cesse des autoportraits. Clara et le grand-père de Monica avaient ensuite disparu, laissant Monica avec lui.
L'homme s'était pris d'affection pour Monica qui, cependant, ne supportant pas l'isolement du quartier où elle vivait, était partie vivre à Milan pour parfaire ses études à l'Académie des Beaux-Arts. C'est la petite-fille du concierge qui découvrit que l'homme qui avait vécu dans l'appartement avant Monica n'était autre que le grand-père de Monica. La maison où vivait Monica semblait d'ailleurs abriter encore la présence du vieux peintre, à tel point que Monica, qui était une excellente peintre, avait progressivement peint, au cours de sa résidence dans l'appartement, un tableau d'où se dégageait la ressemblance avec son grand-père, dans un excellent style néo-impressionniste. Renato, qui n'avait jamais quitté Monica pendant son agonie, s'est ensuite installé dans l'appartement de la jeune fille, se rendant compte que la présence de Monica et de son grand-père était toujours présente dans l'appartement. Après s'être emparé du tableau peint par Monica, Renato se le fait voler par Susanna qui, pour tenter de relancer Renato en tant que peintre, le vend sur le marché. C'est alors que la jeune nièce du concierge, peut-être pour se venger d'un Renato de plus en plus agressif, peut-être pour satisfaire le désir de ce dernier de retrouver Monica, empoisonne l'homme en mélangeant une forte dose de rodenticide à la nourriture que ce même concierge lui a préparée. À l'arrivée du père de Susanna à la maison de la balustrade, qui annonce au concierge que Susanna est enfin enceinte et que Renato sera bientôt père, l'homme est retrouvé sans vie dans l'appartement de Monica. La nièce du concierge, pour ne pas éveiller les soupçons, pousse du balcon de l'appartement une souris morte qui gît à côté de la vaisselle. Dans l'appartement, on trouvera la tentative ratée de Renato de peindre son autoportrait, une œuvre mesquine, sans talent et inachevée.

## Fiche technique
- Titre original italien : Ombre ou Autoritratto[1]
- Réalisateur : Giorgio Cavedon
- Scénario : Giorgio Cavedon
- Photographie : Erico Menczer (it)
- Montage : Maria Grazia Dell'Ara
- Musique : Maurizio Sangineto
- Décors : Giorgio Luppi
- Maquillage : Giuliana De Carli (it)
- Société de production : CTP Cinematografica
- Pays de production :  Italie
- Langue originale : italien
- Format : couleur
- Durée : 94 minutes
- Genre : Giallo
- Dates de sortie :
  - Italie : 26 juin 1980

## Distribution
- Monica Guerritore : Monica
- Lou Castel : Renato
- Laura Belli : Susanna
- Antonio Guidi (it) : Le père de Susanna
- Elisabetta Odino : nièce du concierge
- Carlo Bagno : père de Monica
- Mita Medici : Patrizia
- Ugo Bologna : professeur
- Elena Borgo : la concierge
- Auretta Gay : Elena
- Roberto Tiraboschi :

## Production
Ombre a été distribué en salles en Italie par Eurocopfilms le 26 juin 1980. Le film n'aurait vendu que 565 billets en Italie et aurait été fermé au bout d'une semaine,. Le film a rapporté au total 1 695 000 lires italiennes sur le marché intérieur.
Le travail sur le film a commencé pendant l'été 1979 sous le titre Autoritratto (litt. « Autoportrait »). De nombreuses sources indiquent Mario Caiano comme réalisateur de la seconde équipe, mais selon un témoignage de Lou Castel, seul Cavedon était présent sur le plateau en tant que réalisateur.